# Talpa tyrrhenica
A Talpa tyrrhenica az emlősök (Mammalia) osztályának Eulipotyphla rendjébe, ezen belül a vakondfélék (Talpidae) családjába tartozó fosszilis faj.

## Előfordulása
A Talpa tyrrhenica a pleisztocén kor idején élt, azon a helyen ahol manapság Korzika és Szardínia nevű földközi-tengeri szigetek fekszenek.

## Lelőhelyei
Ezt a fosszilis élőlényt 1945-ben, Dorothea Bate brit paleontológusnő írta le, illetve nevezte meg. Ennek az ősvakondfajnak a maradványait néhány szardíniai helyről - melyek a kora pleisztocéntől egészen a késő pleisztocénig datálhatók -, valamint egy középső pleisztocénrétegbeli lelőhelyről, amely Korzika déli részén található.

## Fordítás
- Ez a szócikk részben vagy egészben  a   Tyrrhenian mole című angol Wikipédia-szócikk ezen változatának fordításán alapul.  Az eredeti cikk szerkesztőit annak laptörténete sorolja fel. Ez a jelzés csupán a megfogalmazás eredetét és a szerzői jogokat jelzi, nem szolgál a cikkben szereplő információk forrásmegjelöléseként.